# Cookhill
Cookhill – wieś i civil parish w Anglii, w hrabstwie Worcestershire, w dystrykcie Wychavon. Leży 21 km na wschód od miasta Worcester i 148 km na północny zachód od Londynu. W 2011 roku civil parish liczyła 1075 mieszkańców. Cookhill jest wspomniana w Domesday Book (1086) jako Cochehi.